# Henryk Roman Gulbinowicz
Henryk Roman Gulbinowicz (Sukiškės, Vilna; 17 de octubre de 1923-Breslavia, 16 de noviembre de 2020), fue un cardenal católico polaco, miembro del clero de Bialystok, arzobispo emérito de Breslavia.

## Biografía

### Formación
Entró en el seminario de la arquidiócesis, donde completó sus estudios secundarios, antes de ser trasladado a Bialystok. 
Fue enviado a Lublin para continuar su preparación en teología en la Universidad Católica de Lublin. Obtuvo un doctorado en teología moral en 1955.

### Sacerdocio
Fue ordenado sacerdote por el arzobispo Romuald Jalbrzykowski el 18 de junio de 1950, y fue coadjutor en Szudzialowo. Después de un año de experiencia en la parroquia. Entre 1956 y 1959 fue capellán universitario en Bialystok. Después de esto enseñó en el seminario de Warmia, mientras trabaja en la curia diocesana de Olsztyn.

### Episcopado
El 12 de enero de 1970, el papa Pablo VI lo nombró obispo titular de Acci, y administrador apostólico de la sección polaca de la Arquidiócesis de Vilnius (Białystok). El 8 de febrero recibió la ordenación episcopal del Primado de Polonia, cardenal Stefan Wyszynski. A cargo de la comunidad de la Iglesia, fue responsable de la reorganización del diaconado, y también promovió la construcción de nuevas parroquias. Ya en 1974 fomentó el crecimiento de la vida religiosa en su área mediante la creación, en Bialystok, de un Centro Catequético Parroquial y la reactivación de la publicación trimestral "Wiadomosci Kościelne Archidiecezji w Białystoku" (noticias de la Iglesia de la arquidiócesis de Bialystok).
El 3 de enero de 1976 se convirtió en arzobispo de Breslavia. Mientras guiaba esta Iglesia local durante estos años, creó muchos centros pastorales en esta vasta región. Además, fundó la publicación quincenal "Nowe Życie" (Nueva Vida) y coronó la imagen de la Virgen protectora en el famoso santuario de Wambierzyce en Silesia, que atrae continuas peregrinaciones.
Fue autor de una serie de obras en el ámbito de la teología moral y doctrinal y en la formación del clero.
Era arzobispo emérito de Wrocław desde el 3 de abril de 2004.

### Cardenalato
Fue proclamado cardenal por Juan Pablo II en el consistorio de 25 de mayo de 1985, con el título de la Inmaculada Concepción de María en Grottarossa.
El 6 de noviembre de 2020, el nuncio apostólico de Polonia, anunció que después de una investigación vaticana sobre alegatos de abuso sexual contra Gulbinowicz, fue imposibilitado de cualquier celebración litúrgica o reunión pública, además de no poder usar su insignia de obispo, y se le ha privado el derecho de un funeral y entierro en catedral. Fue ordenado a pagar una "suma apropiada" a una fundación contra víctimas de abuso.

### Fallecimiento
Falleció el 16 de noviembre de 2020 en la ciudad de Breslavia a causa de una grave pulmonía, insuficiencia circulatoria y respiratoria. Tenía 97 años.